# Synagoge (Groenlo)

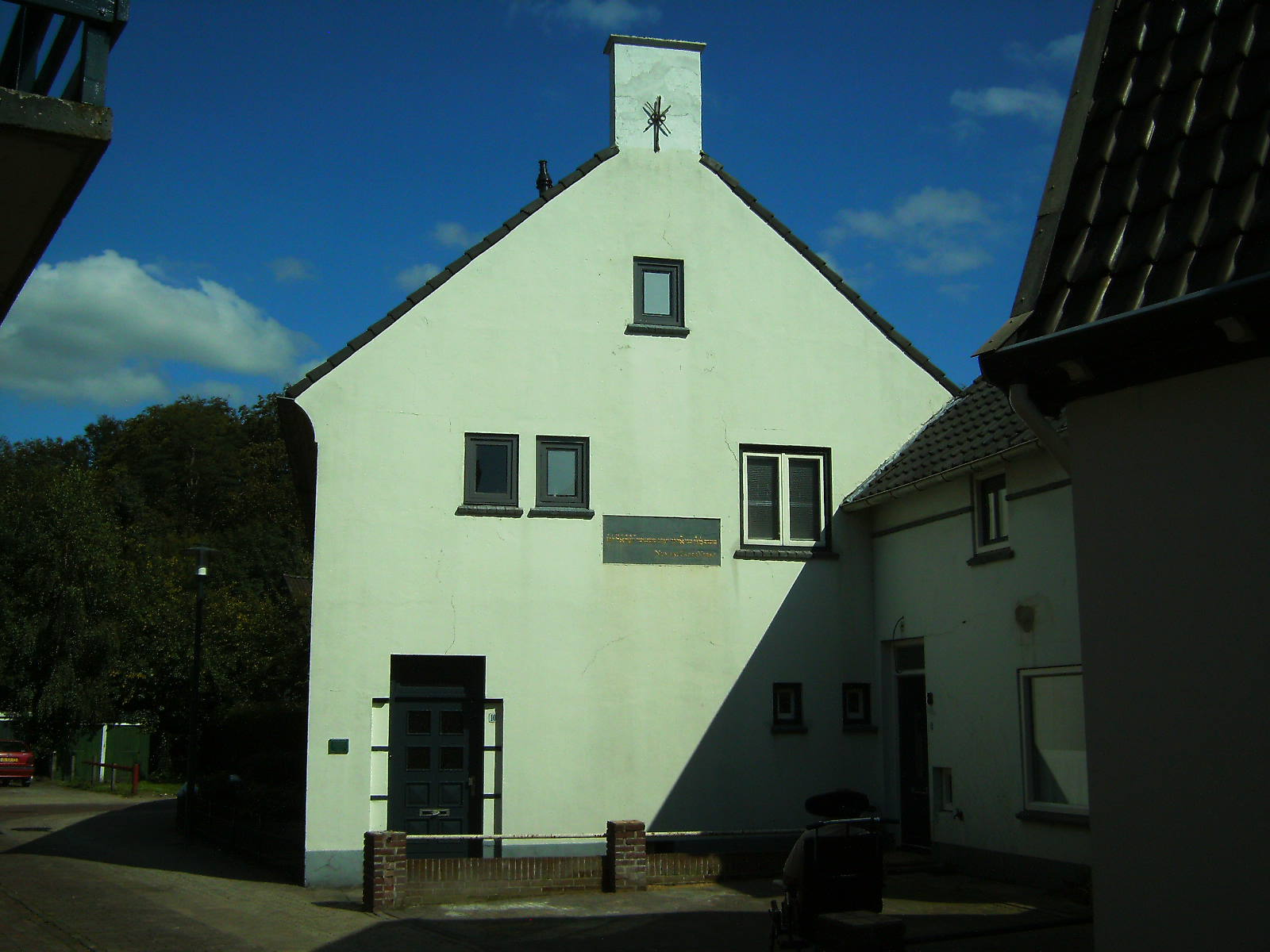
Ehemalige Synagoge in Groenlo

Die Synagoge in Groenlo, einem Ortsteil der Gemeinde Oost Gelre in der niederländischen Provinz Gelderland, wurde 1822 errichtet und 1878 im neomaurischen Stil renoviert. Die profanierte Synagoge steht an der Schoolstraat.
Die ersten Juden siedelten sich in der zweiten Hälfte des 17. Jahrhunderts in Groenlo an. Die Jüdische Gemeinde Groenlo hatte im Jahr 1869 mit 132 Mitgliedern ihren Höchststand erreicht.
Die jüdischen Bürger von Groenlo wurden während des Zweiten Weltkriegs von den deutschen Besatzern verfolgt und viele wurden in den Konzentrationslagern ermordet.
Das Synagogengebäude wurde nach 1945 verkauft und vom neuen Eigentümer zu einem Wohnhaus umgebaut.